# リーガ・クバーナ・デ・ベイスボル
リーガ・クバーナ・デ・ベイスボル（西: Liga Cubana de Béisbol , 英: Cuban League）は、かつて1878年から1961年までキューバに存在していた国内プロ野球リーグである。
プロ野球リーグではメジャーリーグベースボールに次いで古くに創設され、かつ長期間持続した。冬の期間に試合が行われた事から、アメリカ合衆国ではキューバン・ウィンターリーグ（英: Cuban Winter League）の名称で知られていた。アフリカ系アメリカ人選手の参加も認めた事で、アメリカ本土のニグロリーグとキューバリーグの交流も盛んになった。しかし1959年にキューバ革命後はアメリカとの関係が悪化し、1961年3月にフィデル・カストロの命令により、プロ野球リーグが解散した。

## 概要
1878年にアラクラネス・デル・アルメンダレス、レオネス・デル・ハバナ、マタンサスBBCの3チームによって組織され、同年12月29日にハバナで最初の試合が行われた。当初は紳士が主催するアマチュアのスポーツクラブだった。1878年から1892年まで15年連続で王者に君臨したハバナがリーグで最も人気のあったチームだった。
初期のキューバ野球は10人のプレイヤーが守備に就くというユニークなルールがあった。10人目の守備者は「右の遊撃手」として一塁手と二塁手の間でプレーした。
1880〜1890年代にプロ化が進み、プロ化を拒んだアマチュアクラブはリーグから断絶した。当初は白人専用リーグであったが、第二次キューバ独立戦争と米西戦争が根本的な変化をもたらした。1900年に黒人選手の獲得が開始され、上流階級の何人かの選手は人種差別意識からこれを嫌い、アマチュアチームへ移った。1907年からはルーブ・フォスター、ピート・ヒル、スモーキー・ジョー・ウィリアムズ、ジョン・ヘンリー・ロイドなどのニグロリーグの一流選手が続々と冬の期間にキューバリーグでプレーをするようになった。ホセ・メンデスが所属していたアルメンダレスは唯一、しばらくの期間はアメリカから選手を獲得せずに他チームに対抗する事が出来た。
1910年代中盤にはドルフ・ルケ、マイク・ゴンザレス、アルマンド・マーサンズのようにメジャーリーグベースボールでプレーする白人選手が出てきた。黒人選手はホセ・メンデス、クリストバル・トリエンテがニグロリーグを代表する選手となった。1920年代に入るとニグロリーグのジャッド・ウィルソン、オスカー・チャールストン、クール・パパ・ベル、ミュール・サトルス 、サチェル・ペイジ、ビル・フォスター、ウイリー・ウェルズなどがキューバリーグに来て、キューバからもマーティン・ディーゴが出て絶頂期を迎える。何人かの研究者はキューバリーグのプレーの質はメジャーリーグに匹敵していたと推定している。
1930年代初頭に経済不況に陥った影響でキューバリーグも一時衰退するが、徐々に力を取り戻した。ニグロリーグからはジョシュ・ギブソン、レイ・ダンドリッジ、レイ・ブラウンなどが来てプレーをした。第二次世界大戦中はキューバとアメリカの間の渡航が規制されたが、その間にキューバリーグではマヌエル・ガルシア、アレハンドロ・クレスポなどの選手を輩出した。
戦後の1946〜1947シーズンはハバナに近代的な球場であるエスタディオ・ラティーノアメリカーノが開場、アメリカでプレーしていた選手達が帰国してキューバリーグに参加したこともあり、このシーズンはキューバリーグが最も成功したシーズンとされている。1947年にマイナーリーグ統轄組織のプロ野球リーグ全国協会がキューバからメジャーリーグへ送る優秀なプレイヤーを探すことや若手メジャーリーガーを冬季にキューバでプレーさせることを目的に、キューバリーグと協定を結び、アメリカとの交流がより盛んになった。
1949年から始まったカリビアンシリーズには1960年までは毎年参加し、7回優勝を飾った。
1954年にはシンシナティ・レッズ傘下AAA級のマイナーリーグチームのハバナ・シュガーキングスがハバナに創設され、才能あるキューバや他のラテンアメリカ出身の選手がプレーした。この頃にミニー・ミノーソ、カミロ・パスカルを筆頭にメジャーで活躍する選手が多くなった。
しかし1959年に起こったキューバ革命以降はアメリカとの交流が途絶え、1961年3月にプロ野球リーグが解散した。選手の多くはアメリカや他のラテンアメリカ諸国へ亡命した。

## アメリカ合衆国との交流試合
アメリカのメジャーリーグ、マイナーリーグ、ニグロリーグのチームがキューバを訪問し、キューバのオールスターチームやアマチュアチームと対戦した。アメリカのシーズンが終了後からスプリングトレーニング開始前までの期間に試合が行われた。
1891年にオール・アメリカンズがキューバリーグのチームと対戦して5連勝したのが始まり。1900年にはメジャーリーグチームとして初めてブルックリン・スーパーバスがキューバを訪れた。
1908年にはホセ・メンデスがシンシナティ・レッズ相手に計25回を無失点に抑える好投をする。この頃からニグロリーグの選手を獲得してリーグのレベルが強化され、メジャーリーグのチーム相手に互角の試合を繰り広げることが多くなった。1910年にはワールドシリーズでチャンピオンに輝いたフィラデルフィア・アスレチックスに対し、6勝4敗と勝ち越した。
1959年3月20日から21日まで開催されたロサンゼルス・ドジャースとシンシナティ・レッズが参加したシリーズが最終となった。

### キューバとの交流試合に参加した主なメジャーリーグのプレイヤー
- タイ・カッブ（1910年）
- サム・クロフォード（1910年）
- クリスティ・マシューソン（1911年）
- ベーブ・ルース（1920年）
- ジョシュ・ギブソン（1937、1938年）
- テッド・ウィリアムズ（1946年）
- ジャッキー・ロビンソン（1947年）